# Mooragoeti
De mooragoeti (Dasyprocta fuliginosa) is een middelgroot knaagdier uit de familie Dasyproctidae. Het is een van de twaalf soorten van het geslacht Dasyprocta. Aan de donkerbruine tot zwarte vacht ontleent de mooragoeti zijn naam.
De mooragoeti is 40 tot 62 cm lang. Dit knaagdier komt voor in Colombia en het noordwesten van Brazilië, waar deze soort te vinden is in regenwoud, savanne en gecultiveerd gebied. Net als de andere agoeti's is de mooragoeti een dagactief dier dat zich voedt met afgevallen noten en vruchten.